# Улянівська сільська рада (Скадовський район)
Уля́нівська сільська́ ра́да — адміністративно-територіальна одиниця та орган місцевого самоврядування у Скадовському районі Херсонської області. Адміністративний центр — село Улянівка.

## Загальні відомості
- Територія ради: 0,217 км²
- Населення ради: 1 386 осіб (станом на 2001 рік)

## Населені пункти
Сільській раді підпорядковані населені пункти:
- с. Улянівка
- с. Андріївка

## Склад ради
Рада складається з 18 депутатів та голови.
- Голова ради: Чуприна Володимир Васильович
- Секретар ради: Козак Тетяна Леонідівна

### Керівний склад попередніх скликань
| Прізвище, ім'я, по батькові  | Основні відомості                                                         | Дата обрання | Дата звільнення |
| ---------------------------- | ------------------------------------------------------------------------- | ------------ | --------------- |
| Чуприна Володимир Васильович | Сільський голова, 1954 року народження, освіта вища, член Народної партії | 26.03.2006   | 31.10.2010      |
| Чуприна Володимир Васильович | Сільський голова, 1954 року народження, освіта вища, член Партії регіонів | 31.10.2010   |                 |

Примітка: таблиця складена за даними сайту Верховної Ради України

### Депутати
За результатами місцевих виборів 2010 року депутатами ради стали:

#### За суб'єктами висування
| Суб'єкт висування | Кількість обраних депутатів | %    |
| ----------------- | --------------------------- | ---- |
| Партія регіонів   | 15                          | 93,8 |
| Самовисування     | 1                           | 6,3  |

#### За округами
| № округу        | Прізвище, ім'я, по батькові     | Дата визнання обраним | Освіта             | Партійна приналежність                | Відомості про обраного депутата                                   |
| --------------- | ------------------------------- | --------------------- | ------------------ | ------------------------------------- | ----------------------------------------------------------------- |
| Партія регіонів |                                 |                       |                    |                                       |                                                                   |
| 1               | Мартинюк Галина Никифорівна     | 04.11.2010            | вища               | член Партії регіонів                  | Улянівська загальноосвітня школа, вчитель                         |
| 2               | Корнієнко Валентина Анатоліївна | 04.11.2010            | середня спеціальна | член Партії регіонів                  | СТОВ «Заповіт Ілліча», бухгалтер                                  |
| 3               | Філіпенко Віталій Володимирович | 04.11.2010            | середня спеціальна | член Партії регіонів                  | МКП «Водне господарство», слюсар                                  |
| 4               | Попадюк Юлія Григорівна         | 04.11.2010            | середня            | член Партії регіонів                  | тимчасово не працює                                               |
| 5               | Козак Тетяна Леонівна           | 04.11.2010            | вища               | член Партії регіонів                  | Улянівська сільська рада, секретар виконкому                      |
| 6               | Бровченко Світлана Василівна    | 04.11.2010            | вища               | член Партії регіонів                  | Улянівський дитячий садок «Ромашка», завідувач                    |
| 7               | Кравченко Іван Миколайович      | 04.11.2010            | вища               | член Партії регіонів                  | Улянівський будинок культури, художній керівник                   |
| 9               | Нечай Ольга Анатоліївна         | 04.11.2010            | вища               | член Політичної партії «Наша Україна» | Улянівська сільська рада, секретар виконкому (декретна відпустка) |
| 10              | Онопрієнко Наталія Іванівна     | 04.11.2010            | вища               | член Партії регіонів                  | Улянівська загальноосвітня школа, вчитель                         |
| 11              | Бабенко Наталія Вікторівна      | 04.11.2010            | вища               | член Партії регіонів                  | тимчасово не працює                                               |
| 12              | Моніч Василь Васильович         | 04.11.2010            | вища               | член Партії регіонів                  | Улянівська загальноосвітня школа, вчитель                         |
| 13              | Шкраб Анатолій Сергійович       | 04.11.2010            | середня            | член Партії регіонів                  | тимчасово не працює                                               |
| 14              | Шкраб Віктор Анатолійович       | 04.11.2010            | середня спеціальна | член Партії регіонів                  | тимчасово не працює                                               |
| 15              | Стожук Іван Юхимович            | 04.11.2010            | середня спеціальна | позапартійний                         | пенсіонер                                                         |
| 16              | Засименко Сергій Васильович     | 04.11.2010            | середня спеціальна | член Партії регіонів                  | Андріївська загальноосвітня школа, техпрацівник                   |
| Самовисування   |                                 |                       |                    |                                       |                                                                   |
| 8               | Засименко Олена Василівна       | 04.01.2011            | середня спеціальна | позапартійна                          | тимчасово не працює                                               |

## Населення
Згідно з переписом УРСР 1989 року чисельність наявного населення сільської ради становила 1253 особи, з яких 580 чоловіків та 673 жінки.
За переписом населення України 2001 року в сільській раді мешкали 1382 особи.

### Мова
Розподіл населення за рідною мовою за даними перепису 2001 року:
| Мова       | Відсоток |
| ---------- | -------- |
| українська | 92,64 %  |
| російська  | 4,91 %   |
| вірменська | 1,73 %   |
| молдовська | 0,43 %   |
| білоруська | 0,22 %   |